# Список керівників держав 194 року
В даній статті представлені керівники державних утворень. Також фрагментарно зазначені керівники нижчих рівнів. З огляду на неможливість точнішого датування певні роки володарювання наведені приблизно.
Список керівників держав 194 року — це перелік правителів країн світу 194 року.
Список керівників держав 193 року — 194 рік — Список керівників держав 195 року — Список керівників держав за роками

## Європа
- Боспорська держава — цар Савромат II (174-210)
- Ірландія — верховний король Арт Оенфер (165-195)
- Римська імперія
  - імператор Септимій Север (193-211)
    - консул Септимій Север (194)
    - консул Клодій Альбін (194)
      - Британія — Клодій Альбін (191-197)
      - Нижня Германія — Вірій Луп (193-197)
      - Верхня Мезія — Полленій Ауспекс (193-194)

## Азія
- Аракан (династія Сур'я) — раджа Сана Сур'я (146-198)
- Близький Схід
  - Адіабена — цар Нарсай (170-200)
  - Бану Джурам (Мекка) — шейх Мухад II аль-Асгар (190-206)
  - Велика Вірменія — цар Вагарш II (186-198)
- Іберійське царство — цар Рев I Справедливий (189-216)
- Індія
  - Кушанська імперія — великий імператор Васудева I (191-225)
  - Царство Сатаваханів — магараджа Шрі Яджня Сатакарні Сатавахана (178-207)
  - Західні Кшатрапи — Рудрасімха I (191-197)
  - Чера — Тагадур Ерінда Перумшерал (185-201)
- Китай
  - Династія Хань — імператор Лю Сє (189-220)
    - шаньюй південних хунну Чічжі-Шічжухоу (188—195)
    - володар держави сяньбі Куйтоу (190—205)
- Корея
  - Когурьо — тхеван (король) Когукчхон (179-197)
  - Пекче — король Керу Чхого (166-214)
  - Сілла — ісагим (король) Порхю (184-196)
  - Осроена — Абгар IX (177-212)
- Персія
  - Парфія — шах Вологез IV (191/192-208)
- Сипау (Онг Паун) — Сау Кам К'яу (127-207?)
- Харакена — цар Аттамбел VIII (180-195)
- плем'я Хунну — шаньюй Юйфуло (188-195)
- Японія — тенно (імператор) Тюай (191/192-200)
  - Віфінія і Понт — Луцій Фабій Кілон (193-194)
- Ліньї — Шрі Мара (192—220)

## Африка
- Царство Куш — цар Аманікхарекерем (190-194); Терітедахатей (194-209)